# 字
字 est un sinogramme (appelé hanzi en chinois, hanja en coréen, kanji en japonais et Hán tự en vietnamien) composé de 6 traits et fondé sur la clé 子 signifiant enfant. Il signifie : « caractère », « lettre », « mot ». 字 traduit aussi le prénom social, utilisé dans certaines occasions jusqu'à récemment en Chine.
Son caractère Unicode est 5B57.
La translittération du mandarin en pinyin de ce caractère est zì. 
En chinois médiéval il est prononcé  d͡zɨH et en chinois archaïque, selon la méthode de reconstruction de Baxter–Sagart, /*mə-dzə(ʔ)-s et selon celle de Zhengzhang : *zlɯs.
En coréen, il est prononcé geulja (écrit couramment en hangeul, 글자) ou ja (écrit couramment 자). Sa prononciation à Séoul est t͡ɕa̠.
En japonais, sa translittération est ジ (ji) en lecture on (prononciation phonétique à la chinoise) et あざ (aza) en lecture kun (prononciation en ne gardant que la sémantique chinoise). Il fait partie des kyōiku kanji de 1re année.
En vietnamien moderne, il est écrit, tự, ou chữ

## Exemples
- 字 (ji) : caractère typographique.
- 漢字 (kanji) : sinogrammes (littéralement, caractère (de l'ethnie) Han), utilisés en langues chinoises, coréenne, japonaise et vietnamienne.
- 名字 (myōji), nom de famille, utilisé en chinois, coréen et japonais.

## Crédits d'auteurs
- Cet article est partiellement ou en totalité issu de l'article intitulé « 字 (kanji) » (voir la liste des auteurs).

- Cet article est partiellement ou en totalité issu de l'article intitulé « 字 (sinogramme) » (voir la liste des auteurs).